# Lothar Wegehenkel
Lothar Wegehenkel (* 1944) ist ein deutscher Wirtschaftstheoretiker mit dem Schwerpunkt auf Umweltökonomie und der Institutionenökonomik.

## Leben
Wegehenkel studierte an der Universität Freiburg Volkswirtschaftslehre. Bis 1992 lehrte er Umweltökonomie an der Universität Bayreuth, als er einem Ruf an die TU Ilmenau folgte. In Ilmenau lehrte er bis zu seiner Emeritierung im Jahre 2009 Wirtschaftstheorie.

## Werk
Wegehenkel beschäftigte sich mit der Anwendung der Theorien der externen Effekte, des Coase-Theorems und der neuen politischen Ökonomie auf Fragen der Umweltökonomie und der Institutionenökonomik.